# ジョニー・ホット・ボディ
ジョニー・ホット・ボディ（Johnny Hotbody、1963年6月12日 - ）はアメリカ合衆国の元プロレスラー。本名ジョニー・ウェイス（Johnny Weiss）。ペンシルベニア州フィラデルフィア出身。身長178cm、体重100kg。

## 来歴
ラリー・シャープのトレーニングを受け1988年にデビュー。TWAで活躍。
1991年、ECWに移籍。1992年4月、ジミー・スヌーカからECW王座を奪取。
同年8月、ラリー・ウィンターズからECW・TV王座を奪取。
1993年、クリス・キャンディード、クリス・マイケルズ、トニー・ステットソンといったECWレスラーとタッグを組んで、3度に渡りタッグ王座を獲得。
ECW以後、ニュージャージー版NWAやWWAで活躍後2001年にレスラーを引退。

## 得意技
- ミサイル・ドロップキック

## 獲得タイトル
ECW
- ECW世界ヘビー級王座：1回

- ECW TV王座：1回

- ECW タッグ王座：3回（w / クリス・キャンディードｘ1回、クリス・マイケルズｘ1回、トニー・ステットソンｘ1回）

TWA
- TWAタッグ王座：1回（w / ラリー・ウィンターズ）

NWA
- NWA世界ライトヘビー級王座：1回

WWA
- WWAライトヘビー級王座：1回